# Петдесет и първи пехотен вардарски полк
Петдесет и първи пехотен вардарски полк е български пехотен полк, формиран през 1912 година и взел участие в Балканската, Междусъюзническата, Първата и Втората световна война.

## Формиране
Историята на полка започва на 17 септември 1912 година, когато в Хасково в четиридружинен състав се формира Петдесет и първи пехотен полк.

## Балкански войни (1912 – 1913)
Полкът е формиран във връзка с избухването на Балканската война (1912 – 1913), като влиза в състава на 1-ва бригада от 8-а пехотна тунджанска дивизия. Тръгва на поход на 25 септември 1912 година, а през март 1913 г. е при Одринската крепост. Участва в боевете на 11 – 13 март 1913 г. и дава много жертви при щурма на крепостта. Участва и в Междусъюзническата война (1913), след края на която през август се завръща в Хасково, демобилизират се запасните чинове, а действащите се превеждат в 10-и пехотен родопски полк. Окончателно е разформиран на 10 август 1913 е.

## Първа световна война (1915 – 1918)
Полкът е формиран отново във връзка с мобилизацията за Първата световна война (1915 – 1918) на 11 септември 1915 г. във Видин под името Петдесет и първи пехотен резервен полк и влиза в състава на 1-ва бригада от 6-а пехотна бдинска дивизия. Кадри за полка се вземат от 3-ти пехотен бдински полк и 15-и пехотен ломски полк.
При включването на България във войната полкът разполага със следния числен състав, добитък, обоз и въоръжение:
| Числен състав                                       | Добитък   | Обоз                                     | Въоръжение                           |
| --------------------------------------------------- | --------- | ---------------------------------------- | ------------------------------------ |
| Офицери: 47 Чиновници: 4 Подофицери и войници: 3834 | Коне: 342 | Обикновени: 42 Товарни: 228 Специални: 3 | Пушки и карабини: 3160 Картечници: 4 |

След края на войната, през 1919 година е демобилизиран и разформирован.

## Втора световна война (1941 – 1945)
За участие във Втората световна война (1941 – 1945) полкът е формиран през 1941 и 1943 година, разположен е на гарнизон в Скопие и влиза в състава на 14-а пехотна вардарска дивизия. Съгласно оперативна заповед №1 от 17 септември 1944 г. на командира на 14-а пехотна вардарска дивизия полкът на 8 септември 1944 г. тръгва от Скопие за Кюстендил. При оттеглянето си за България е обкръжен от германците и обезоръжен. На 20 септември 1944 се завръща в Кюстендил и съгласно заповед №4 от 23 септември 1944 г. на командира на 14-а пехотна вардарска дивизия се разформира, като конете и държавното имущество се предават на 49-и пехотен полк, разположен около Дупница. До окончателното ликвидиране на полка остава да действа Ликвидационно бюро в Дупница.

## Други
- По време на Първата световна война в редовете на 51-ви пехотен Вардарски полк е служил бъдещият командир на 36-и пехотен Козлодуйски полк полковник Павел Панов, носител на 3 ордена „За храброст“ и 3 ордена „За военна заслуга“ от I и II световни войни.

## Наименования
През годините полкът носи различни имена според претърпените реорганизации:
- Петдесет и първи пехотен полк (17 септември 1912 – 10 август 1913)
- Петдесет и първи резервен полк (11 септември 1915 – 1919)
- Петдесет и първи вардарски полк (юни 1941, 1943 – 20 септември 1944)

## Командири
Званията са към датата на заемане на длъжността.
| №  | звание       | име                | дати                            |
| -- | ------------ | ------------------ | ------------------------------- |
| 1. | Полковник    | Марин Узунов       | Балканска война                 |
| 2. | Подполковник | Иван Попов         | Първа световна война            |
| 3. | Подполковник | Иван Жабински      | от 1916                         |
| 4. | Подполковник | Петър Кръстев      | Първа световна война            |
| 5. | Майор        | Никола Тройчев     | Първа световна война            |
| 6. | Подполковник | Димитър Главанаков | 15 септември 1941 – 25 юни 1942 |
| 7. | Подполковник | Стойно Бачийски    | 25 юни 1942 – 13 февруари 1944  |